# Catania Warriors Paternò
Warriors Paternò è una società di baseball italiana, nata nel 1982. Gioca al Warriors Field, in contrada Ficuzza (Belpasso). Dal 2001 al 2010 ha militato nella Prima Divisione dell'Italian Baseball League.

## Storia
Fondata come Itala Paternò nel 1970, la società ha partecipato per la prima volta ai play-off per la massima serie nel 1979, senza ottenere la promozione. Rifondata nel 1982 da Nunzio Botta, Salvatore Botta, e Michelangelo Milazzo, la società ha vissuto alcune annate tra Serie B e A2 negli anni ottanta-novanta e nel 2000 ha conquistato per la prima volta la Serie A1.
Nel 1999/2000 costruiscono e realizzano il Campo da Baseball: Warriors Field - The field of dream (il campo dei sogni). Un impianto da baseball regolamentare (99-123-99).
Dopo una salvezza risicata nel 2001, la squadra è retrocessa nel 2002. Nel 2003 è stata subito promossa, nel 2004 e 2005 si sono vissute le ultime due stagioni nella massima serie caratterizzate da problemi economici e conclusesi con un'altra retrocessione. Nel 2006 la squadra è arrivata quarta in Serie A2. Nel 2007 e nel 2008 la squadra si è classificata terza nel campionato di Serie A2. Nel 2009 vince il campionato di serie A2 e viene promossa in IBL (Italian Baseball League).
Nella stagione 2011, Paternò, già in gennaio, rinuncia ad iscriversi alla IBL.
La naturale evoluzione di questo movimento è la nascita dei Paternò Red Sox, squadra che ha vinto il titolo nazionale di baseball nella stagione 2016.

## Formazioni
- 2001 (Serie A1): L. Galindo (Manager), A.Duret (Coach), Nunzio Botta, Christian Torres, Simone Astuto, Antonio Raciti, Michelangelo D'Alì, Adriano Rizzo, Marco Sforza, Ilo Bartolucci, Massimiliano Rosso, Francesco Aluffi, Dante Carbini, Luca Costa, Giampiero Novara, Robert Fontana, Gianluca Conversi, Davide Bove, Angelo Alibardi, Guillermo Larreal, Willians Astudillo, Joe Moceri.
- 2004 (Serie A1): Casimiro, Rizzo, Di Mare, Bruzon, Agli, Rivera, Gorrin, C.Arias, V.Arias, Huffmann, F.Torres, Pezzullo, D'Amico, Nunzio Botta, S.Astuto, G.Sciacca, Christian Torres.
- 2006 (Serie A2): Franklyn Torres, Nino Russo, Weltin Cabrera, Adriano Rizzo, Gaetano Borzì, Phil Lo Cascio, Alessandro Quattrocchi, Davide Lazzaro, Todd Greco, Nicola Vazzano, Leo Chiappo, Simone Astuto, Giovanni Privitera, Giuseppe D'Ignoti, Mario Pesce, Giuseppe Sciacca, Giampiero Novara, Gioacchino Cascio.
- 2007 (Serie A2): Franklyn Torres, Nino Russo, Weltin Cabrera, Adriano Rizzo, Gaetano Borzì, Phil Lo Cascio, Alessandro Quattrocchi, Davide Lazzaro, Todd Greco, Nicola Vazzano, Leo Chiappo, Simone Astuto, Giovanni Privitera, Giuseppe D'Ignoti, Mario Pesce, Giuseppe Sciacca, Giampiero Novara, Gioacchino Cascio, Neal Murray.
- 2009 (Serie A2): D'IGNOTI Giuseppe, SCIACCA Salvatore, CABRERA Weltin, MARQUEZ Jesus A., PESCE Mario, ALUFFI Francesco, SORACI Angelo, TORRES Franklyn, SCIACCA Giuseppe, ASTUTO Simone, QUINTERO Josè, SAVASTA Antonio, PIOVAN Edson, SFORZA Nelwin J., SOSA C. Javier, PRIVITERA Giovanni, VAZZANO Nicola, RUSSO Antonino